# تحليل ميكانيكي تحريكي

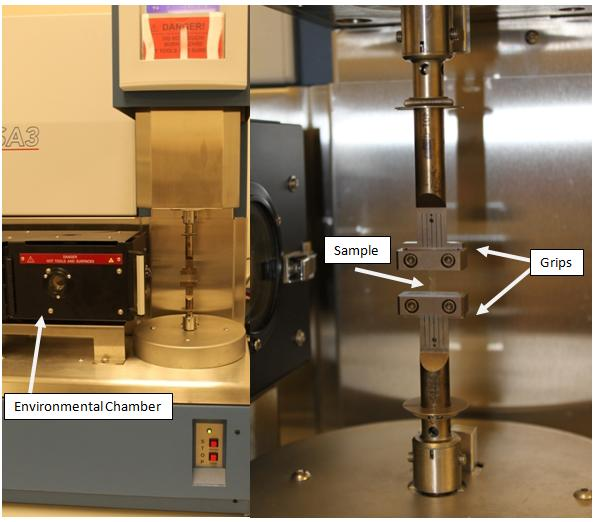
جهاز تحليل ميانيكي تحريكي ذو فكين لإمساك العينة وغرفة محيطة توفر الشروط المناسبة من درجات الحرارة. توضع العينة بين الفكين وتنزلق جدران الغرفة لتحيط بالعينة.

تحليل ميكانيكي تحريكي (بالإنجليزية: Dynamic mechanical analysis) هو تقنية تستخدم لدراسة وتوصيف المواد. وهو مفيد للغاية في دراسة السلوك المرن اللزج للبوليميرات. يطبق إجهاد جيبي على عينة من البوليمر ويقاس الانفعال الناتج في العينة، وهذا يساعد في تحديد المعامل الديناميكي. يمكن تغيير درجة حرارة العينة أو تردد الإجهاد، وهذا يؤدي إلى تغير المعامل الديناميكي، وهذا يساعد في تجديد درجة حرارة التحول الزجاجي للمادة البولميرية، وتحديد التحولات الأخرى للحركات الجزيئية الأخرى.
المواد اللزجة-مرنة مثل البوليمرات غالبًا ما توجد في شكلين متفرقتين. فإنها تظهر خواص الزجاج (معامل مرونة عالي) في درجات الحرارة المنخفضة، وخواص المطاط (معامل مرونة منخفض) في درجات الحرارة العالية. وعن طريق متابعة درجة الحرارة خلال DMA يمكن ملاحظة التغير في الحالة وتحديد درجة حرارة التحول الزجاجي (Tg).

## معلومات النظرية

### خواص المرونة اللزوجية للمواد
تتكون البوليميرات من سلاسل جزيئية طويلة ذات خواص مرونية لزوجية خاصة تجمع بين خواص الأجسام المرنة والسوائل النيوتنية. تصف نظرية المرونة التقليدية الخواص الميكانيكية للأجسام المرنة حيث يتناسب الإجهاد طردًا مع الانفعال في التشوهات الصغيرة. ويكون الإجهاد مستقلًا عن معدل الانفعال. في حين تصف نظرية جريان الموائع التقليدية خواص المائع اللزج حيث يتعلق الإجهاد بمعدل الانفعال. وهذا السلوك البوليميري المشابه للمواد الصلبة والمائعة يمكن مقاربته ميكانيكيًا بمجموعة من نابض ومخمد.